# Președinte al Tadjikistanului
Președintele Republicii Tadjikistan este șeful statului și cel mai înalt birou din guvernul Tadjikistanului. Poziția a fost creată în noiembrie 1990, când țara era încă Republica Sovietică Socialistă Tadjică, parte a Uniunii Sovietice. Președintele este ales prin vot universal direct pentru un mandat de șapte ani.